# Câu lạc bộ bóng đá Quảng Ninh (2024)
Câu lạc bộ bóng đá Quảng Ninh là một câu lạc bộ bóng đá tại Việt Nam thành lập năm 2024 và có trụ sở tại phường Hạ Long, tỉnh Quảng Ninh. Sân nhà của đội là Sân vận động Cẩm Phả có sức chứa 20 nghìn chỗ ngồi.

## Lịch sử
Năm 2024 Sở VH-TT tỉnh Quảng Ninh có văn bản gửi Cục Thể dục Thể thao, Liên đoàn Bóng đá Việt Nam giới thiệu đội bóng đá Quảng Ninh FC tham gia thi đấu tại Giải Bóng đá hạng 3 Quốc gia môn bóng đá nam năm 2024.
Theo văn bản này, sau khi đội bóng đá Than Quảng Ninh giải thể, từ năm 2021 tới nay, người hâm mộ Vùng mỏ đều mong mỏi tái thành lập đội bóng đá nam. 
Ngày 1/7/2024, Công ty CP Phát triển bóng đá Quảng Ninh được thành lập, đặt trụ sở tại TP Hạ Long và lấy tên đội bóng mới là Quảng Ninh FC.Đây là thành quả, sự chung tay vào cuộc của các cấp, các ngành, đặc biệt là Công ty CP Phát triển bóng đá Quảng Ninh trong việc thành lập, tham gia thi đấu tại Giải bóng đá Quốc gia, hướng tới việc đưa bóng đá Quảng Ninh trở lại sân chơi V-League trong tương lai.
Giải hạng Ba Việt Nam 2024,đội được xếp vào Bảng A. Đội hình và ban huấn luyện của đội gồm nhiều thành viên của đội Than Quảng Ninh trước đây. Trong mùa giải đầu tiên, đội đã thắng 5 trận và hòa 2 trận, đứng nhất bảng, qua đó thăng hạng lên Giải hạng Nhì Việt Nam 2025.
Trong mùa giải thứ hai, câu lạc bộ đã thắng 8 trận và hòa 2 trận, một lần nữa đứng nhất bảng. Dẫn đầu Quảng Ninh thăng hạng lên V.League 2 với tư cách là một đội bóng chuyên nghiệp lần đầu tiên.

## Thành tích

### Giải Quốc gia
Giải bóng đá hạng Ba Quốc gia Việt Nam:
• Vô địch (1): 2024
Giải bóng đá hạng Nhì Quốc gia Việt Nam:
• Đồng hạng nhất : 2025

## Thành phần ban huấn luyện
| Chức vụ                | Tên             |
| ---------------------- | --------------- |
| Chủ tịch               | Đoàn Khánh Tùng |
| Huấn luyện viên trưởng | Nguyễn Văn Đàn  |
| Giám đốc kỹ thuật      |                 |